# Allmendegut
Als Allmendegut werden in der Wirtschaftswissenschaft Güter oder Dienstleistungen bezeichnet, bei denen es in der Güternachfrage eine hohe Rivalität unter den Nachfragern gibt und die Ausschließbarkeit durch den Anbieter nicht vorgesehen ist. Pendant ist das Klubgut.

## Etymologie
Das Wort Allmende stammt aus dem Altnordischen Wort „almenningr“, was so viel wie „was jedem gehört“ bedeutet, gleichgültig, ob es sich um Allmendeland, Allmendewald oder Allmendegut handelte. Nach der um 1138 verfassten Roskilde-Chronik war es Harold Henn, der 1076 die Allmendewaldrechte der Bauern vorgab.

## Allgemeines
|                    | Rivalitätsgrad = 0             | Rivalitätsgrad = 1                              |
| ------------------ | ------------------------------ | ----------------------------------------------- |
| Exklusionsgrad = 0 | öffentliches Gut (z. B. Deich) | Allmendegut (z. B. überfüllte Innenstadtstraße) |
| Exklusionsgrad = 1 | Klubgut (z. B. Pay-TV)         | Privates Gut (z. B. Speiseeis)                  |

Paul A. Samuelson unterschied 1954 zunächst zwischen privaten (englisch private goods) und öffentlichen Gütern (englisch social goods) anhand des Merkmals der Ausschließbarkeit. Richard Musgrave griff 1957 die Einteilung Samuelsons auf und unterschied zwischen privaten Gütern, öffentlichen Gütern und meritorischen Gütern (englisch merit goods), wobei er das Merkmal der Rivalität zugrunde legte.
Der Begriff leitet sich von der Allmende, einer gemeinschaftlichen Bewirtschaftungsform, ab. Allmenden sind aber nicht zwangsläufig Allmendegüter. Elinor Ostrom erhielt für ihre Analyse des ökonomischen Handelns im Bereich Allmendegüter und öffentliche Güter im Jahre 2009 den Alfred-Nobel-Gedächtnispreis für Wirtschaftswissenschaften. Alternative Bezeichnungen für Allmendegüter sind auch Quasikollektivgut oder unreine öffentliche Güter.
Allmendegüter gehören zu den öffentlichen Gütern, bei denen die Ausschließbarkeit aus technischen, wirtschaftlichen oder gesellschaftspolitischen Gründen nicht oder nur mit unverhältnismäßigem Aufwand möglich ist. Zudem gibt es Rivalität unter den Konsumenten. Die Allmende ist jener Teil des Staatsvermögens (Gewässer, Landfläche, Wald), das allgemein alle Wirtschaftssubjekte (Privatpersonen, Unternehmen, der Staat selbst) nutzen dürfen, wobei jedoch bei starker Nutzung Rivalität der Nutzer untereinander entsteht.

## Arten
Allmendegüter können auf zwei Wegen entstehen:
- Private Güter werden zu Allmendegütern durch Änderung ihres Verwendungszwecks: Personenkraftwagen sind normalerweise ein privates Gut, werden sie jedoch durch Autovermietung allen Nachfragern zugänglich gemacht, entsteht ein Allmendegut. Hierbei kann ein Reservierungs- oder Buchungssystem die Rivalität unter den Nachfragern mildern.
  - Natürliche Allmendegüter sind Gewässer und Wald.
  - Künstlich geschaffenes Allmendegut ist das Internet.[9]
- Öffentliche Güter können durch knappe Kapazitäten Rivalität unter den Nachfragern erzeugen: Dienstleistungen der Daseinsvorsorge (Bürgerservice im Rathaus, Anmeldung in Kita und Schule) sind normalerweise ein öffentliches Gut. Entstehen jedoch hier Warteschlangen und in der Folge Wartezeiten (Numerus clausus in Universitäten), die den Nutzen für den Bürger stark einschränken, so liegt ein Allmendegut vor.

Verlangt der Staat bei der Nutzung öffentlicher Güter Beiträge oder Gebühren, dann wird das öffentliche Gut zum Klubgut. Strebt der Staat für die Verwaltung öffentlicher Güter eine Kostensenkung an, dann transferiert er das öffentliche Gut in ein Allmendegut.

## Merkmale
Wegen der fehlenden Ausschließbarkeit lässt sich die Nutzung der Allmendegüter nicht über ihren Preis lenken, so dass es zu einer Übernutzung kommen kann. Fehlt es an Solidarität oder herrscht Eigennutz vor, werden Allmendegüter übernutzt und langfristig gefährdet (Überweidung der Agrarflächen, Überfischung der Weltmeere oder Überjagung der Tierwelt); dies ist die so genannte Tragik der Allmende. Dann lässt sich die Ausschließbarkeit durch supranationale Organisationen regeln und kontrollieren, wird aber weitgehend vernachlässigt und meist auf den Fischfang konzentriert. 
Als klassisches Beispiel für Allmendegüter wird in der Literatur die Überfischung angeführt. Damit gemeint sind Fischbestände in einem Gewässer mit freiem Zugang, für die es keine Eigentumsrechte gibt, wobei jeder Fisch nur einmal gefangen werden kann.
Zur Nicht-Ausschließbarkeit tritt die Rivalität hinzu, weil die Entnahme von Nutzungseinheiten (Abbau von Bodenschätzen, Fischfang von Speisefischen, Holzabbau von Nutzholz) die Nutzungsmöglichkeit anderer einschränkt und damit ihren Nutzen mindert. Die Zuordnung zu einer Güterkategorie ist nicht dauerhaft, sondern kann Veränderungen unterworfen sein. Das öffentliche Gut Straße wird beim Verkehrsstau zum Allmendegut und zu einem Klubgut, wenn sie verkehrsarm ist und der Verkehrsteilnehmer eine Maut entrichten muss. Schließlich wird sie bei Verkehrsstau und Mautgebühr sogar zu einem privaten Gut.

## Elinor Ostroms Analyse
Die Tragik der Allmende, aufgebracht von Garrett Hardin und Joachim Radkau, wurde traditionell als unlösbar angesehen. Deshalb wurde in diesem Zusammenhang oft die Wandlung von Gemeinschaftseigentum in Privateigentum propagiert. Diese Lösung steht jedoch für viele moderne Probleme wie die Überfischung der Weltmeere und die Bewirtschaftung anderer gemeinschaftlich genutzter natürlicher Ressourcen nicht wirklich zur Verfügung. Weiterhin ist die Durchsetzung von Eigentumsrechten in diesen Kontexten oft nicht einfacher als die kooperative Verhandlung über nachhaltige Nutzung. 
Elinor Ostrom hält dieser Doktrin entgegen, dass es Gemeinschaftseigentum und zugehörige Institutionen gibt,
- deren Miteigentümer eigene Regeln entwickelt, angewendet und überwacht haben, um die Verwendung ihres Gemeinschaftseigentums zu kontrollieren, und
- deren Ressourcensysteme wie auch die Institutionen selbst über lange Zeiträume überlebt haben.

Sie findet diese Beispiele in der Almwirtschaft in der Schweiz und Japan sowie in den sehr alten Bewässerungssysteme Spaniens und der Philippinen. Nach ihren Worten ist die jüngste der von ihr untersuchten Institutionen bereits über 100 Jahre alt. Die Geschichte des ältesten zu untersuchenden Systems geht über 1.000 Jahre zurück. Die untersuchten Institutionen haben Dürren, Überschwemmungen, Kriege, Seuchen und große wirtschaftliche und politische Veränderungen überstanden. 
Die Tatsache, dass diese Institutionen über lange Zeiträume überlebt haben, bedeutet jedoch nicht, dass ihre Betriebsregeln seit ihrer ersten Einführung unverändert geblieben sind. Die Institutionen und ihre Regelungen sind vielmehr komplex und haben sich im Laufe der Zeit verändert. In solchen Umgebungen kann nicht erwartet werden, dass Betriebsregeln beim ersten Versuch oder auch nach mehreren Versuchen „richtig gemacht werden“. Vielmehr sind diese Institutionen „robust“ oder im „institutionellen Gleichgewicht“ im Sinne von Kenneth Shepsle. Shepsle betrachtet „eine Institution als ‚im Wesentlichen‘ im Gleichgewicht, wenn Veränderungen gemäß einem Ex-ante-Plan für einen institutionellen Wandel stattfinden.“ Der Erfolg der Institutionen resultiert aus ihrer Anpassungsfähigkeit. 
Lösungen für die Probleme der Allmende sieht Ostrom somit in beständig weiterentwickelten Regelsystem, das von Miteigentümern verantwortet wird und in das ihr Wissen einfließt, und innerhalb dessen wirksame Kontrollmechanismen entwickelt werden. Teil dieser Lösungen kann es dabei durchaus einmal sein, einzelne Nutzungsrechte in Privateigentum zu überführen oder staatliche Kontrollen zu nutzen. Das bedeutet jedoch nicht unbedingt, dass eine Überführung der gesamten gemeinschaftlich genutzten Ressource in Privat- oder Staatseigentum möglich oder sinnvoll ist.

## Wirtschaftliche Aspekte
Die beiden Merkmale Rivalität und Ausschließbarkeit sind voneinander unabhängig. Es gibt deshalb auch Güter, die Nicht-Rivalität öffentlicher Güter mit der Ausschließbarkeit privater Güter verbinden (Klubgüter). Ferner gibt es Güter, welche Rivalität wie bei privaten Gütern aufweisen und mit der Nicht-Ausschließbarkeit öffentlicher Güter kombinieren (Allmendegüter).   
Die Eigenschaften Ausschließbarkeit und Rivalität sind stets abhängig von der jeweils herrschenden Situation. Eine leere Straße ist ein öffentliches Gut, doch wird sie zum Allmendegut, wenn es zur Hauptverkehrszeit zu Verkehrsstaus (externer Effekt) kommt, was sich in der gegenseitigen Behinderung (Rivalität) der betroffenen Verkehrsteilnehmer zeigt. Es wird betont, dass es für Allmendegüter schwierig, aber nicht unmöglich ist, Nutzer auszuschließen. Die Nutzung des Allmendeguts ist per Definition nicht ausschließlich, aber nicht per se. Durch die Schaffung von Nutzungsrechten (oder andere staatliche Regulierung) würde ein Allmendegut in ein Klubgut umgewandelt. Dies ist beispielsweise bei der Mautpflicht von Straßen der Fall, wobei Zahlungsunwillige von der Nutzung der Straße ausgeschlossen werden und die Straße deshalb zum Klubgut (hier Mautgut genannt) wird.
Die Rivalität bei Allmendegütern zeigt sich auch im Umweltschutz. Umwelt ist ein Allmendegut, weil niemand von ihrer Nutzung ausgeschlossen werden kann und eine Rivalität der Nutzer besteht. Die Wirtschaftssubjekte tragen unterschiedlich stark zur Umweltverschmutzung bei. Der Staat legt deshalb Grenzwerte für relevante Umweltfaktoren fest, um das umweltschädliche Verhalten der Bürger zu begrenzen. Dennoch kann es zur Übernutzung der Umwelt kommen, weil sich einige nicht an die Grenzwerte halten oder andere Staaten weniger umweltbewusst handeln.